# Tyrrell 001
Der Tyrrell 001 ist der erste selbst konstruierte Rennwagen des ehemaligen britischen Formel-1-Teams Tyrrell. Mit ihm wurde Ken Tyrrells Rennstall, der seit 1968 lediglich Kundenfahrzeuge anderer Hersteller eingesetzt hatte, zum eigenständigen Konstrukteur. Der 001 ersetzte im Herbst 1970 den March 701, mit dem das Team bislang angetreten war. Das Einzelstück blieb nur bis zum Frühjahr 1971 im Einsatz; danach wurde er durch die weiterentwickelten Modelle 002, 003 und 004 ersetzt.

## Entstehungsgeschichte
Die Tyrrell Racing Organisation war seit den 1950er-Jahren in der Formel Junior, der Formel 3 und der Formel 2 angetreten. Nachdem Ken Tyrrell in den 1960er-Jahren zeitweise die Formel-2- und Formel-1-Werksteams von Cooper geleitet hatte, brachte er seinen eigenen Rennstall 1968 in die Formel 1. In den ersten beiden Jahren war Tyrrell ein reines Kundenteam. Chassislieferant war der französische Hersteller Matra, der gleichzeitig ein in Frankreich ansässiges Werksteam unterhielt. Während Matra allerdings einen eigenen Zwölfzylindermotor einsetzte, verwandte Tyrrell den neuen Cosworth-DFV-Achtzylinder, der kompakter, leichter und stärker war als das französische Aggregat. Die Kombination aus Matra-Chassis und Cosworth-Motor war von Beginn an erfolgreich: Im ersten Jahr gewann Tyrrells Fahrer Jackie Stewart drei Große Preise, und 1969 wurde er nach sechs Siegen mit 63 Punkten Fahrerweltmeister. 1970 trennte sich Tyrrell von Matra. Der französische Hersteller, der in den Einflussbereich des Chrysler-Konzerns geraten war, unterstützte die Verbindung seines Chassis mit einem von Ford finanzierten Cosworth-Motor nicht mehr. Matra knüpfte die weitere Lieferung von Fahrgestellen an die Bedingung, dass Tyrrell künftig Matras Zwölfzylindermotor verwendete. Ken Tyrrell, der von den Qualitäten des leichten und leistungsstarken Cosworth-DFV-Motors überzeugt war, wandte sich daraufhin von Matra ab. Nachdem Tyrrells Versuche, Kundenfahrzeuge von BRM, McLaren oder Lotus zu übernehmen, gescheitert waren, entschied er sich für die Konstruktion eines eigenen Rennwagens, bis zu dessen Fertigstellung übergangsweise drei 701-Chassis von March Engineering eingesetzt wurden. Ken Tyrrell war mit den March-Wagen nicht zufrieden. Er bezeichnete sich teamintern als einen Haufen Müll (Heap of rubbish).
Tyrrells erstes Formel-1-Auto wurde von Derek Gardner konstruiert, der zuvor für Ferguson Research gearbeitet hatte und in der Motorsportbranche nicht sehr bekannt war. Das Auto entstand unter größter Geheimhaltung. Gardner entwickelte das Auto in seiner Privatwohnung in Leamington Spa. Viele Teile bestellte er in eigenem Namen ohne Bezugnahme auf Tyrrell bei Zulieferern. Im Sommer 1970 wurden die einzelnen Komponenten schließlich in einer Werkstatt auf dem Gelände der Holzhandlung zusammengesetzt, die Ken Tyrrell mit seinem Bruder in Ockham betrieb. Die Entwicklung und der Aufbau des Tyrrell 001 kostete insgesamt 22.500 £; ein neuer March 701 kostete weniger als die Hälfte.
Der 001 blieb ein Einzelstück. Die Erfahrungen aus seinen Einsätzen flossen in die Konstruktion der 002 und 003 ein, die 1971 erschienen und als verbesserte Versionen des 001 gelten.

## Konstruktion

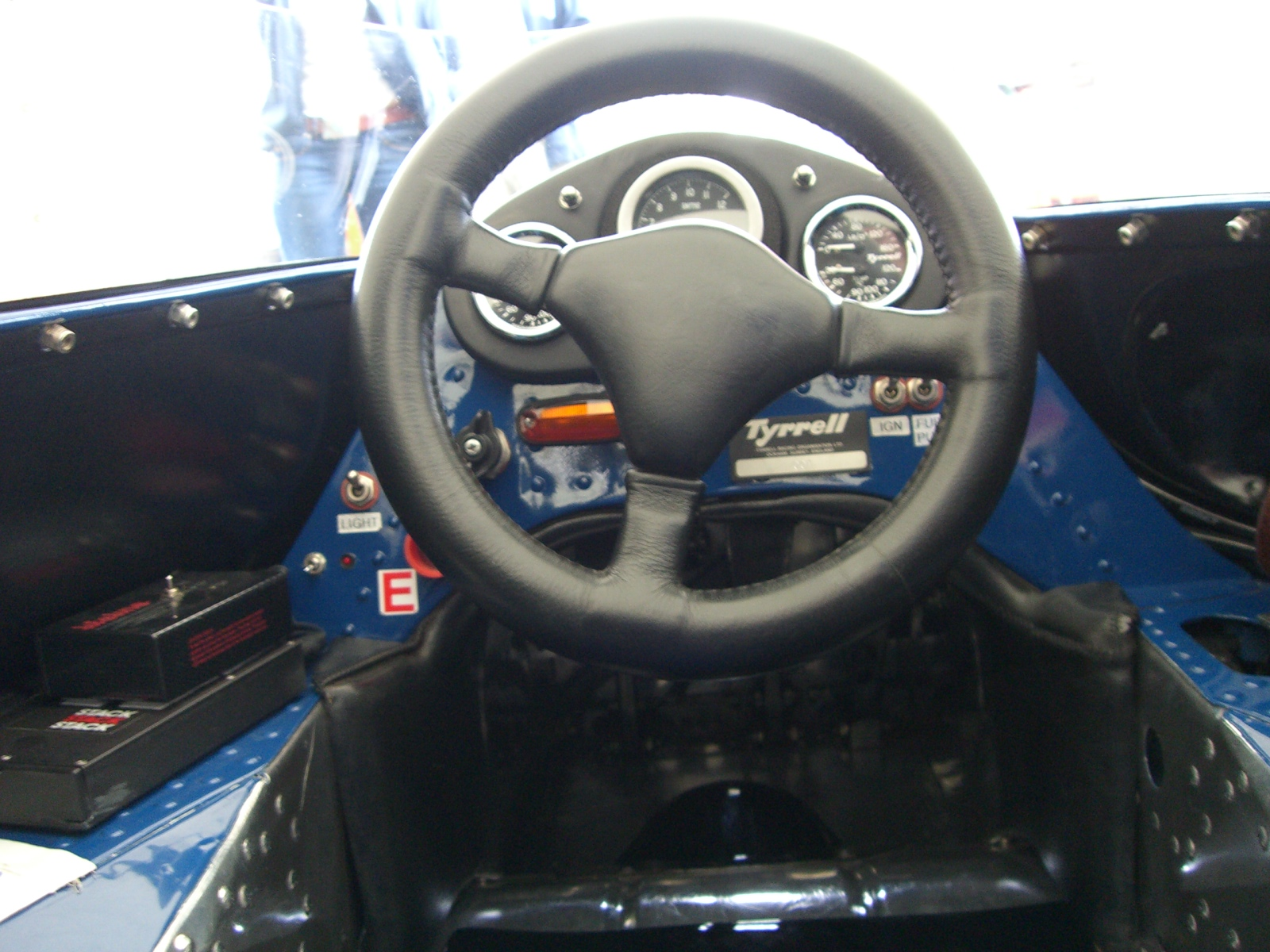
Cockpit des Tyrrell 001

Derek Gardner orientierte sich bei seinem Entwurf in einigen Details am Matra MS80, mit dem Tyrrell 1969 die Weltmeisterschaft gewonnen hatte. Der Wagen hatte ein Aluminiummonocoque mit einer Karosserie, die sich in der Wagenmitte im Stil einer Taille verjüngte. Der Aufbau des Matra MS80 war insoweit sehr ähnlich. Übereinstimmungen gab es auch bei dem breiten Frontflügel und den Kühllufteinlässen in der Fahrzeugnase. Die heiße Kühlerluft wurde mit Flügeln, die über der Radaufhängung positioniert waren, um das Cockpit herumgeleitet. Die Aufhängung bestand vorne aus doppelten Dreiecksquerlenkern; hinten waren oben und unten Querlenker mit Schubstreben eingebaut. Die Hinterradaufhängung war mittels eines Hilfsrahmens am Motor befestigt. Der Wagen hatte vier Kraftstofftanks, die zentral zwischen der Vorder- und der Hinterachse untergebracht waren. Als Antrieb verwendete Tyrrell weiterhin den inzwischen bei mehreren F1-Teams etablierten Antriebsstrang: Cosworth-DFV-V8-Motor mit 3,0 Liter Hubraum und die Kraftübertragung mit Fünfganggetriebe Hewland FG400.
Der Tyrrell 001 wog 545 kg. Er lag damit 15 kg über dem Mindestgewicht, war aber deutlich leichter als der March 701, der je nach Quelle 565 oder 590 kg wog.

## Renneinsätze
Der Tyrrell 001 wurde bei neun Formel-1-Rennen an den Start gebracht; fünf von ihnen waren Weltmeisterschaftsläufe, vier waren Rennen ohne Weltmeisterschaftsstatus. Das Auto blieb Jackie Stewart, dem Spitzenfahrer des Tyrrell-Teams, vorbehalten. Stewarts Teamkollege François Cevert setzte den 001 bei keinem Weltmeisterschaftslauf ein. Er erhielt erst im 1971 den neu aufgebauten 002.

### 1970
In der Saison 1970 erreichte der Tyrrell 001 keine Zielankunft. In den ersten Monaten litt der 001 unter mangelhafter Öl- und Treibstoffversorgung, hinzu kamen Zuverlässigkeitsprobleme.
Der 001 debütierte Ende August 1970 beim Oulton Park Gold Cup, einem meisterschaftsfreien Rennen in Cheshire. Stewart startete wegen technischer Probleme vom Ende des Feldes. Auch im Rennen gab es wiederholt Probleme, die Stewart zu mehreren Boxenstopps zwangen. Andererseits fuhr er während des Rennens zweimal die vorübergehend schnellste Runde. Letztlich fiel er wegen eines Defekts der Ölversorgung aus.
Der erste Weltmeisterschaftslauf des Tyrrell 001 war der Große Preis von Kanada, der einen Monat später in Mont-Tremblant stattfand. Stewart qualifizierte sich mit einem Vorsprung von einer Zehntelsekunde auf Jacky Ickx (Ferrari) für die Poleposition. Im Rennen führte er einige Runden lang, fiel dann aber nach einem Achsschaden in der 32. Runde aus. Beim anschließenden Rennen in den USA startete Stewart von Platz zwei hinter Ickx. Auch hier übernahm Stewart zeitweise die Führung. Nach zwei Dritteln musste er wegen Ölverlusts aufgeben. Beim letzten Saisonrennen in Mexiko qualifizierte sich Stewart erneut für die zweite Startposition. Er konnte auch dieses Rennen nicht beenden. In Runde 27 schied er nach einer Kollision mit einem auf die Strecke gelaufenen Hund aus, da seine Aufhängung dabei beschädigt worden war.

### 1971
In der Saison 1971 ging Stewart nur beim Auftaktrennen in Südafrika mit dem 001 an den Start. Vor dem Rennen hatte Stewart in Kyalami im 001 umfangreiche Reifentests für Goodyear durchgeführt. Die dabei gewonnenen Erkenntnisse halfen dem Team dabei, die Reifen im Laufe der Saison optimal einzusetzen. Im Qualifikationstraining zum Großen Preis von Südafrika fuhr Stewart im 001 die Bestzeit; seine Rundenzeit lag eine halbe Sekunde unter der Zeit von Chris Amon im Werks-Matra. Im Rennen fiel Stewart allerdings wegen mangelhafter Motorleistung zurück. Er kam als Zweiter hinter Mario Andretti (Ferrari) ins Ziel. Das war die einzige Zielankunft des 001 bei einem Weltmeisterschaftslauf.
In den anschließenden drei Monaten erschien der 001 noch bei drei britischen Rennen, die keinen Weltmeisterschaftsstatus hatten. Das Race of Champions und den Questor Grand Prix im kalifornischen Ontario beendete Stewart im 001 jeweils als Zweiter, die Oulton Park Spring Trophy im April 1971 als Dritter.
Danach legte Tyrrell den 001 zunächst still. Stewart erhielt den neu aufgebauten Tyrrell 003, der weitgehend dem von François Cevert seit Saisonbeginn genutzten 002 entsprach. Der 001 kam im Oktober 1971 beim Großen Preis der USA 1971 zu seinem letzten Einsatz, als Tyrrell neben Stewart (Tyrrell 003) und Cevert (002) ein drittes Auto für Peter Revson meldete. Es war Revsons erstes Formel-1-Rennen seit sieben Jahren. Er qualifizierte den 001 für den 19. Startplatz. Im Rennen fiel er bereits in der ersten Runde nach einem Kupplungsschaden aus.

## Resultate
| Fahrer                           | 1 | 2 | 3 | 4 | 5 | 6 | 7 | 8 | 9 | 10 | 11  | 12  | 13  | Punkte | Rang |
| -------------------------------- | - | - | - | - | - | - | - | - | - | -- | --- | --- | --- | ------ | ---- |
| Automobil-Weltmeisterschaft 1970 |   |   |   |   |   |   |   |   |   |    |     |     |     | -      | -    |
| J. Stewart                       |   |   |   |   |   |   |   |   |   |    | DNF | DNF | DNF | -      | -    |
| Automobil-Weltmeisterschaft 1971 |   |   |   |   |   |   |   |   |   |    |     |     |     | 6      | 1    |
| J. Stewart                       | 2 |   |   |   |   |   |   |   |   |    |     |     |     | 6      | 1    |
| P. Revson                        |   |   |   |   |   |   |   |   |   |    | DNF |     |     | 6      | 1    |

| Legende  | Legende            | Legende                                                          |
| Farbe    | Abkürzung          | Bedeutung                                                        |
| -------- | ------------------ | ---------------------------------------------------------------- |
| Gold     | –                  | Sieg                                                             |
| Silber   | –                  | 2. Platz                                                         |
| Bronze   | –                  | 3. Platz                                                         |
| Grün     | –                  | Platzierung in den Punkten                                       |
| Blau     | –                  | Klassifiziert außerhalb der Punkteränge                          |
| Violett  | DNF                | Rennen nicht beendet (did not finish)                            |
| Violett  | NC                 | nicht klassifiziert (not classified)                             |
| Rot      | DNQ                | nicht qualifiziert (did not qualify)                             |
| Rot      | DNPQ               | in Vorqualifikation gescheitert (did not pre-qualify)            |
| Schwarz  | DSQ                | disqualifiziert (disqualified)                                   |
| Weiß     | DNS                | nicht am Start (did not start)                                   |
| Weiß     | WD                 | zurückgezogen (withdrawn)                                        |
| Hellblau | PO                 | nur am Training teilgenommen (practiced only)                    |
| Hellblau | TD                 | Freitags-Testfahrer (test driver)                                |
| ohne     | DNP                | nicht am Training teilgenommen (did not practice)                |
| ohne     | INJ                | verletzt oder krank (injured)                                    |
| ohne     | EX                 | ausgeschlossen (excluded)                                        |
| ohne     | DNA                | nicht erschienen (did not arrive)                                |
| ohne     | C                  | Rennen abgesagt (cancelled)                                      |
| ohne     | keine WM-Teilnahme |                                                                  |
| sonstige | P/fett             | Pole-Position                                                    |
| sonstige | 1/2/3/4/5/6/7/8    | Punktplatzierung im Sprint-/Qualifikationsrennen                 |
| sonstige | SR/kursiv          | Schnellste Rennrunde                                             |
| sonstige | *                  | nicht im Ziel, aufgrund der zurückgelegten Distanz aber gewertet |
| sonstige | ()                 | Streichresultate                                                 |
| sonstige | unterstrichen      | Führender in der Gesamtwertung                                   |